# 8.º Prêmio Capes de Tese (2013)
O 8º Prêmio Capes de Tese foi um evento organizado em 2013 pela Coordenação de Aperfeiçoamento de Pessoal de Nível Superior (CAPES) com o propósito de premiar as melhores teses de doutorado, de diferentes campos científicos, que foram defendidas no ano de 2012 em instituições de ensino superior brasileiras.
Nesta 8ª edição do Prêmio Capes, das 645 teses de doutorado que foram defendidas no ano de 2012 e que haviam sido inscritas pelos programas de pós-graduação stricto sensu de 80 instituições de ensino superior (IES), 48 delas foram selecionadas, sendo pertencentes a 21 IES. Destas teses, 58% foram desenvolvidas por homens e 42% por mulheres. A área de "Materiais" não teve nenhuma tese premiada.
As certificações de Menções honrosas do Prêmio Capes de Tese foram concedidas a 88 teses de doutorado defendidas em 2012, de 30 IES, sendo que 48% delas foram desenvolvidas por homens e 52% delas foram por mulheres.

## Homenageados no Grande Prêmio de Tese
Em 2013, manteve-se a retomada pelo Prêmio Capes de Tese das homenagens à história da ciência no Brasil com a recriação das três categorias que recordavam a memória de cientistas brasileiros que se notabilizaram no passado.
Os cientistas homenageados foram os seguintes:
- Álvaro Alberto da Mota e Silva (representando a área de Engenharia, Ciências Exatas e da Terra);
- Zeferino Vaz (representando a área de Ciências Biológicas, Ciências da Saúde e Ciências Agrárias)[2];
- Darcy Ribeiro (representando a área de Ciências Humanas, Letras e Artes).

## Vencedores
Na edição de 2013 que avaliou as teses de doutorado defendidas em 2012, os vencedores do Grande Prêmio foram as seguintes:

### Grande Prêmio Capes de Tese
|                             | Prêmio da categoria            | Tese | Autor(a)                | Orientador(a)          | Universidade | Acesso à tese | Ref.  |
| Grande Prêmio Capes de Tese | Álvaro Alberto da Mota e Silva | Quantificação, Dinâmica, Testemunho e Aplicações da Discórdia Quântica                                              | Jonas Maziero           | Roberto Menezes Serra  | UFABC        |               |       |
| Grande Prêmio Capes de Tese | Zeferino Vaz                   | Estudo do IL-7R na Leucemia Linfoide Aguda Pediátrica de Linhagem T                                                 | Priscila Pini Zenatti   | José Andrés Yunes      | UNICAMP      |               | [ 2 ] |
| Grande Prêmio Capes de Tese | Darcy Ribeiro                  | Poder Eclesiástico e Inquisição no Século XVIII Luso-Brasileiro: agentes, carreiras e mecanismos de promoção social | Aldair Carlos Rodrigues | Laura de Mello e Souza | USP          |               |       |

### Prêmio Capes de Tese por área
| Área                                        | Vencedor | Orientador                           | Universidade                            |
| ------------------------------------------- | --- | ------------------------------------ | --------------------------------------- |
| Administração, ciências contábeis e turismo | Relação universidade-empresa no Brasil: o papel da academia em redes de coinvenção (Daniel Reis Armond de Melo)                                                                                      | Rogério Hermida Quintella            | UFBA (Salvador, Bahia)                  |
| Antropologia/Arqueologia                    | Corpos Abjetos: etnografia em cenários de uso e comércio de crack (Taniele Cristina Rui) | Heloisa André Pontes                 | UNICAMP (Campinas, São Paulo)           |
| Arquitetura e Urbanismo                     | Fayet, Araújo & Moojen - Arquitetura Moderna Brasileira No Sul 1950/1970 (Sergio Moacir Marques) | Carlos Eduardo Dias Comas            | UFRGS (Porto Alegre, Rio Grande do Sul) |
| Artes/Músicas                               | Martim Gonçalves - uma escola de teatro contra a província (Jussilene Santana do Nascimento Gadelha)                                                                                                 | Ewald Hackler                        | UFBA (Salvador, Bahia)                  |
| Astronomia/Física                           | Quantificação, Dinâmica, Testemunho e Aplicações da Discórdia Quântica (Jonas Maziero) | Roberto Menezes Serra                | UFABC (Santo André, São Paulo)          |
| Biodiversidade                              | Sistemática de Papilionoideae (Leguminosae): filogenia das linhagens basais e revisão de Luetzelburgia (Domingos Benício Oliveira Silva Cardoso)                                                     | Luciano Paganucci de Queiroz         | UEFS (Feira de Santana, Bahia)          |
| Biotecnologia                               | Silenciamento gênico de quitina sintases de Anthonomus grandis: Potencial biotecnológico no controle de insetos-Praga (Leonardo Lima Pepino de Macedo)                                               | Maria Fatima Grossi de Sá            | UCB (Taguatinga, Distrito Federal)      |
| Ciência Política e Relações Internacionais  | O Império Revisitado - Instabilidade Ministerial, Câmara dos Deputados e Poder Moderador (1840-1889) (Sérgio Eduardo Ferraz)                                                                         | Paolo Ricci                          | USP (São Paulo, São Paulo)              |
| Ciências Agrárias I                         | Aplicação da lama vermelha como catalisador em processos oxidativos/redutivos (Eliane Cristina de Resende)                                                                                           | Mário César Guerreiro                | UFLA (Lavras, Minas Gerais)             |
| Economia                                    | Câmbio e Crescimento na Abordagem Keynesiana Estruturalista (Fabricio Jose Missio) | Frederico Gonzaga Jayme Júnior       | UFMG (Belo Horizonte, Minas Gerais)     |
| Odontologia                                 | Estudos do efeito anticárie de materiais odontológicos beneficiados por nanotecnologia (Mary Anne Sampaio de Melo)                                                                                   | Lidiany Karla Azevedo Rodrigues      | UFC (Fortaleza, Ceará)                  |
| Serviço Social                              | Racionalidade, resistência e especulação no espaço urbano: A política de regularização fundiária no Brasil (Rio de Janeiro) e na Argentina (Buenos Aires) (Verónica Turrado)                         | Maria de Fátima Marques Cabral Gomes | UFRJ (Rio de Janeiro, Rio de Janeiro)   |
| Sociologia                                  | Os modos de vida na cidade: Belterra, um estudo de caso na Amazônia Brasileira (José Carlos Matos Pereira)                                                                                           | Márcia da Silva Pereira Leite        | UERJ (Rio de Janeiro, Rio de Janeiro)   |
| Zootecnia                                   | Avaliação de características de desempenho e qualidade de carne em linhagens e touros representativos da raça Nelore, utilizando ultrassonografia, análise de imagens e NIRS (Marina de Nadai Bonin) | José Bento Sterman Ferraz            | USP (São Paulo, São Paulo)              |